# Колесников, Дмитрий Валерьевич
Дмитрий Валерьевич Колесников (род. 27 марта 1972, Кривой Рог, Днепропетровская область) — украинский политик, Министр промышленной политики Украины (2010), председатель Государственного агентства Украины по управлению государственными корпоративными правами и имуществом (2010—2012). Народный депутат Украины 6-го созыва (2007—2012).

## Биография
Родился 27 марта 1972 года в городе Кривой Рог Днепропетровская области. Отец, Валерий Тимофеевич (род. 1944) — пенсионер; мать, Зоя Андреевна (род. 1945) — пенсионерка; супруга, Надежда Ивановна (род. 1973) — ведущий инженер ОАО «Центральный горно-обогатительный комбинат»; дочь, Анастасия (род. 1998) — школьница.
В 1989 году окончил среднюю школу № 55 в Кривом Роге.
В 1989—1990 годах — ученик СПТУ № 45 (Кривой Рог). В 1990—1992 годах — служба в армии. В 1992 году поступил и в 1998 году окончил Государственную металлургическую академию Украины по специальности «Обработка металлов», инженер-металлург.
В мае 1992 — августе 1993 года — слесарь-ремонтник, вальцовщик на комбинате «Криворожсталь».
В августе 1993 — марте 1995 года — инженер 2-й категории, старший механик в ОАО «Славутич». В мае-сентябре 1995 года — главный механик в ЧП «Владимир».
В сентябре 1995 — декабре 2004 года — слесарь-ремонтник, механик участка, заместитель начальника цеха, начальник цеха, главный механик в ОАО «Центральный горно-обогатительный комбинат». В 2000 году поступил и в 2002 году окончил Криворожский экономический институт Киевского национального экономического университета по специальности «Экономика предприятия», экономист.
В январе 2005 — марте 2006 года — заместитель директора по закупкам, директор по закупкам и логистике, ОАО «Северный горно-обогатительный комбинат».
В марте-апреле 2006 года — исполнительный директор ОАО «Центральный горно-обогатительный комбинат».
В апреле-августе 2006 года — первый заместитель Криворожского городского главы.
В августе 2006 — ноябре 2007 года — первый заместитель Министра промышленной политики Украины.
С 11 марта 2010 по 9 декабря 2010 года — министр промышленной политики Украины. С 9 декабря 2010 по 24 декабря 2012 года — председатель Государственного агентства Украины по управлению государственными корпоративными правами и имуществом.
24 декабря 2012 года возглавил Днепропетровскую областную государственную администрацию. 
6 сентября 2019 года вместе с Александром Вилкулом был арестован, но уже 17 сентября отпущен, их обоих взял на поруки нардеп Дмитрий Шпенов.

## Парламентская деятельность
Народный депутат Украины 6-го созыва с ноября 2007 года от Партии регионов, № 147 в списке, член Комитета по вопросам бюджета (с декабря 2007), председатель подкомитета по доходам государственного бюджета (с января 2008), заместитель председателя Специальной контрольной комиссии Верховной рады Украины по вопросам приватизации (с января 2008). На время выборов: первый заместитель Министра промышленной политики Украины, член Партии регионов.